# Crveni Grad
Crveni Grad (izvirno srbsko Црвени Град) je naselje v Srbiji, ki upravno spada pod Občino Trgovište; slednja pa je del Pčinjskega upravnega okraja.

## Demografija
V naselju, katerega izvirno (srbsko-cirilično) ime je Црвени Град, živi 125 polnoletnih prebivalcev, pri čemer je njihova povprečna starost 44,7 let (43,5 pri moških in 46,2 pri ženskah). Naselje ima 54 gospodinjstev, pri čemer je povprečno število članov na gospodinjstvo 2,76.
To naselje je, glede na rezultate popisa iz leta 2002, večinoma srbsko, a v času zadnjih treh popisov je opazno zmanjšanje števila prebivalcev.
|  |

| Demografija | Demografija     | Demografija     |
| Leto        | Št. prebivalcev | Št. prebivalcev |
| ----------- | --------------- | --------------- |
|             |                 |                 |
|             |                 |                 |
|             |                 |                 |
|             |                 |                 |
| 1948        | 633             |                 |
| 1953        | 660             |                 |
| 1961        | 662             |                 |
| 1971        | 586             |                 |
| 1981        | 333             |                 |
| 1991        | 195             | 195             |
| 2002        | 149             | 149             |
|             |                 |                 |

| Etnična sestava po popisu iz leta 2002 | Etnična sestava po popisu iz leta 2002 | Etnična sestava po popisu iz leta 2002 | Etnična sestava po popisu iz leta 2002 | Etnična sestava po popisu iz leta 2002 |
| -------------------------------------- | -------------------------------------- | -------------------------------------- | -------------------------------------- | -------------------------------------- |
| Srbi                                   | Srbi                                   |                                        | 145                                    | 97,31%                                 |
| Bolgari                                | Bolgari                                |                                        | 3                                      | 2,01%                                  |
| Makedonci                              | Makedonci                              |                                        | 1                                      | 0,67%                                  |
| Neznano                                | Neznano                                |                                        | 0                                      | 0,0%                                   |